# Allium antiatlanticum
Allium antiatlanticum är en amaryllisväxtart som beskrevs av Marie Louis Emberger och René Charles Maire. Allium antiatlanticum ingår i släktet lökar, och familjen amaryllisväxter. Inga underarter finns listade i Catalogue of Life.